# Làmpada de vapor de sodi

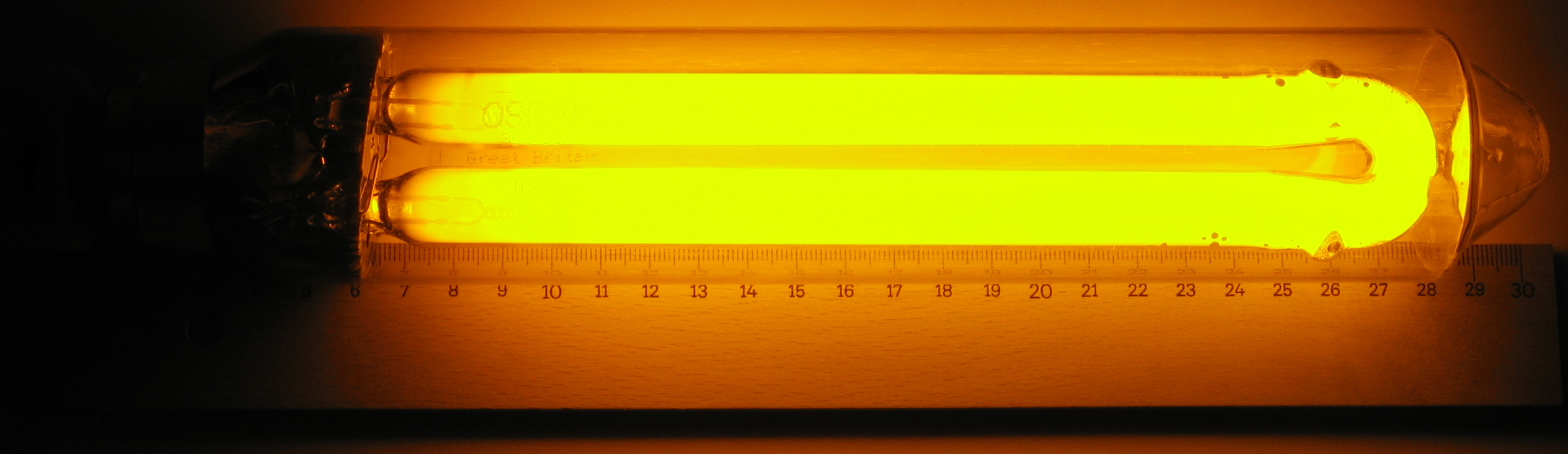
Una làmpada SBP de 35W encesa

Una làmpada de vapor de sodi és una un tipus de làmpada de descàrrega de gas que usa vapor de sodi per produir llum. És una de les fonts d'il·luminació més eficients, ja que proporciona gran quantitat de lumens per Watt.
El color de la llum que produeix és groc brillant. El focus de vapor de sodi està compost d'un tub de descàrrega de ceràmica translúcida, per tal de suportar l'alta corrosió del sodi i les altes temperatures que es generen. Als extrems hi té dos elèctrodes que subministren la tensió elèctrica necessària perquè el vapor de sodi encengui. Per operar aquests llums cal una reactància  i un o dos condensadors per a l'arrencada. Per a la seva encesa calen al voltant de 9-10 minuts i per a la reencesa uns 4-5 minuts.
El seu ús es destina principalment a l'enllumenat de grans avingudes, autopistes, carrers, parcs i d'allà on la reproducció dels colors no sigui un factor important. També són usades de forma casolana en el cultiu de plantes a l'interior. N'hi ha de dos tipus:
Vapor de sodi a baixa pressió (SBP)el llum de vapor de sodi a baixa pressió és el que genera més lúmens per watt del mercat, i per això és el més utilitzat en les làmpades solars. El desavantatge d'aquesta és que la reproducció dels colors és molt pobre.
Vapor de sodi a alta pressió (SAP)el·llum de vapor de sodi a alta pressió és un dels més utilitzats en l'enllumenat públic, ja que té un alt rendiment i la reproducció dels colors es millora considerablement tot i que no al nivell que pugui il·luminar anuncis espectaculars o alguna cosa que requereixi excel·lent reproducció cromàtica.